# Тысяча глаз доктора Мабузе
«Тысяча глаз доктора Мабу́зе» (нем. Die 1000 Augen des Dr. Mabuse) — последняя режиссёрская работа Фрица Ланга, вышедшая на экраны в 1960 году. Последний из трёх фильмов Ланга, объединённых фигурой доктора Мабузе. Лента принимала участие в конкурсной программе кинофестиваля в Мар-дель-Плата.

## Сюжет
В европейских странах происходят загадочные преступления: убийства, похищения людей, террористические акты, крупные финансовые кражи. Все они остаются нераскрытыми, но их объединяет одна общая черта — все жертвы бывали постояльцами берлинского отеля «Луксор». Комиссару полиции Крассу, ведущему дело об убийстве известного тележурналиста, помогает слепой ясновидящий Корнелиус.

## В ролях
- Доун Аддамс — Марион Мениль
- Петер ван Эйк — Генри Трэверс, американский миллионер
- Вольфганг Прайс — Петер Корнелиус / доктор Джордан / доктор Мабузе
- Герт Фрёбе — комиссар Крас
- Вернер Петерс — Иероним Мистельцвейг, страховой агент
- Андреа Кекки — Берг, детектив отеля
- Говард Вернон — номер 12
- Нико Пепе — менеджер отеля
- Жан-Жак Дельбо — дворецкий Корнелиуса

## Художественные особенности
- Фриц Ланг о фильме: «…об отсутствии в „Тысяче глаз“ чудесной демоничности „Завещания“? (…) Послушай, не забываешь ли ты, что действие первого происходит в сумасшедшем доме, где призрак доктора Мабузе, очевидно, завладевает разумом его директора, профессора-шизофреника, в то время как второй целиком погружен в холодную современную действительность, где уже нет места призракам и привидениям, а подлинная опасность атомной войны стала источником ежесекундного страха? Уже не существует полутьмы неизвестных опасностей, нет подозрительных игр помутненного рассудка, но зато череп уничтожения улыбается нам каждое утро во весь рот с первой полосы всех газет…»[2]
- Фриц Ланг о фильме: «…Фильм пользовался огромным коммерческим успехом и получил категорию „ценный“, означающую, что фильм по своему художественному качеству значительно превосходит всю текущую продукцию. Это своего рода немецкий „Оскар“, обладающий тем больши́м преимуществом, что он к тому же гарантирует уменьшение налогов».[2]